# Via Cassia

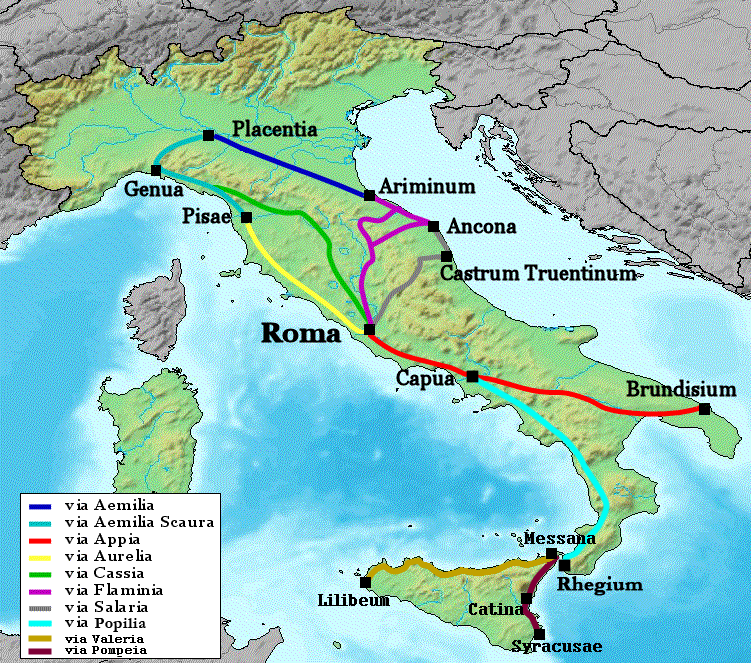
Fontos római utak, a Via Cassia zöld színnel

A Via Cassia az ókori Római Birodalom fontos útja volt. A Ponte Milviónál ágazott ki a Via Flaminiából, és Veii közelében haladva keresztezte Etruriát. A Via Cassia áthaladt Baccanaen, Sutriumon, Vulsiniin, Clusiumon, Arretiumon, Florentián, Pistorián és Lucán, és Lunánál torkollott a Via Aureliába.
Más ókori utak, amelyek Rómából indultak: Via Appia (dél felé), Via Aurelia (a mai Franciaország felé), Via Flaminia (Ariminum, a mai Rimini felé), Via Salaria (a mai Adriai-tenger felé).